# MINAMO (地下街)
MINAMO（ミナモ）は、京阪電気鉄道渡辺橋駅構内にある地下街である。

## 概要
渡辺橋駅B1階に位置する地下街である。中之島線開通と同日である2008年10月19日に営業開始した。
営業開始日時点での店舗数は飲食店7店舗、物販1店舗であった。
中之島というビジネス街の付近ということもあり、土・日・祝を定休日としている店舗が多いことが特徴である。
中之島地下街と直結している。